# جایزه بزرگ آرژانتین ۱۹۵۶
جایزه بزرگ آرژانتین ۱۹۵۶ (انگلیسی: ‎1956 Argentine Grand Prix‎) یک مسابقهٔ موتوری در رشتهٔ اتومبیل‌رانی فرمول یک بود که در تاریخ ۲۲ ژانویهٔ ۱۹۵۶ در پیست اتومبیل‌رانی شهرداری شهر بوئنوس آیرس واقع در بوئنوس آیرس، آرژانتین برگزار شد. این گراند پری در میان ۸ گراند پری در فصل ۱۹۵۶، مسابقهٔ شمارهٔ ۱ بود.
در این مسابقه که در ۹۸ دور و به مسافت ۳۸۳٫۳۷۶ کیلومتر (۲۳۸٫۲۱۹ مایل) برگزار شد، پول پوزیشن توسط خوان مانوئل فانخیو کسب شد و سریع‌ترین زمان برای طی یک دور پیست که برابر با ۱:۴۵٫۳ بود نیز توسط خوان مانوئل فانخیو به ثبت رسید.
لوییجی موسو از تیم فراری، ژان بهرا از تیم مازراتی و مایک هاثورن از تیم مازراتی به‌ترتیب مقام‌های اول تا سوم مسابقه را کسب کردند.

## رده‌بندی قهرمانی پس از مسابقه
| رده‌بندی قهرمانی رانندگان \| جایگاه \| راننده \| امتیاز \| \| -------- \| ------------------ \| ------ \| \| ۱ \| ژان بهرا \| ۶ \| \| ۲ \| خوان مانوئل فانخیو \| ۵ \| \| ۳ \| لوییجی موسو \| ۴ \| \| ۴ \| مایک هاثورن \| ۴ \| \| ۵ \| اولیویه جاندبین \| ۲ \| \| منبع:[۱] \| \| \| |                    |        |
| جایگاه | راننده             | امتیاز |
| ۱ | ژان بهرا           | ۶      |
| ۲ | خوان مانوئل فانخیو | ۵      |
| ۳ | لوییجی موسو        | ۴      |
| ۴ | مایک هاثورن        | ۴      |
| ۵ | اولیویه جاندبین    | ۲      |
| منبع: |                    |        |

یادداشت
- تنها پنج جایگاه نخست از هر رده‌بندی نمایش داده شده‌است.